# عبد الستار الدوري
عبد الستار عبد الجبار الدوري، (1932-2024)، ثوري و مناضل سياسي وسفير عراقي.

## حياته ونشأته
ولد في بغداد، 14 تموز 1932 و نشأ بجانب الكرخ و بعد اكمال دراسته الأولية التحق للدراسة بجامعة بغداد ثم تخرج من كلية الآداب قسم الاثار. ويرجع نسبه إلى مدينة الدور في العراق. من عشيرة البو حيدر، كان عبد الستار الدوري، أحد أهم قيادي حزب البعث العربي الاشتراكي في العراق ومن المساهمين في تأسيسه. أستلم مناصب مهمة في حياته، وكان سفيرا للعراق في عدة دول حتى عام 1990.
وهو والد الاعلامية عائشة الدوري.

## أعماله وانجازاته
يعتبر عبد الستار الدوري من المشاركين في انقلاب عام 1963، مع انه كان مع الفريق صالح مهدي عماش معارضا للانقلاب حين كانت تجري الاستعدادات من قبل القيادة القطرية للحزب. انتخب عضواً في حزب البعث العربي الاشتراكي في القيادة القطرية الجديدة وكان يعتبر من الأعضاء اليساريين بين صفوف الحزب وناشد بالتحالف مع الناصريين والشيوعيين، وكان أيضا من الداعين لحق تقرير المصير للشعب الكردي. شغل منصب مدير عام الإذاعة والتلفزيون العراقية في الأعوام 1963و 1968 ثم عمل ملحق ثقافي في السفارة العراقية في موسكو ومن ثم في براغ. وكان سفيراً للعراق في عدة دول منها فنزويلا وكولومبيا والبيرو وجزر الكاريبي وكوبا وجامايكا في عهد حكم الرئيس صدام حسين حتى عام 1990م، حيث طلب اللجوء السياسي في المملكة المتحدة.
وبعد عام 2003 عاش حياته في المملكة المتحدة.

## مؤلفاته
- أوراق عتيقة - من دفاتر حزب البعث.[4]

## وفاته
توفي عبد الستار الدوري في لندن يوم الجمعة 5 تموز 2024، بعد صراع طويل مع المرض.